# Rudow
Rudow är en stadsdel i stadsdelsområdet Neukölln i Berlin i Tyskland, belägen vid Berlins södra stadsgräns.
Under Berlins delning var Rudow den ostligast belägna stadsdelen i Västberlin. Bostadsområdet Gropiusstadt, ursprungligen Britz-Buckow-Rudow, hörde tidigare delvis till Rudow, men är idag en egen stadsdel. I samband med byggandet av detta område förlängdes Berlins tunnelbanas U7 till slutstationen i Rudow, för att förbättra kommunikationerna med Västberlins centrala delar. 

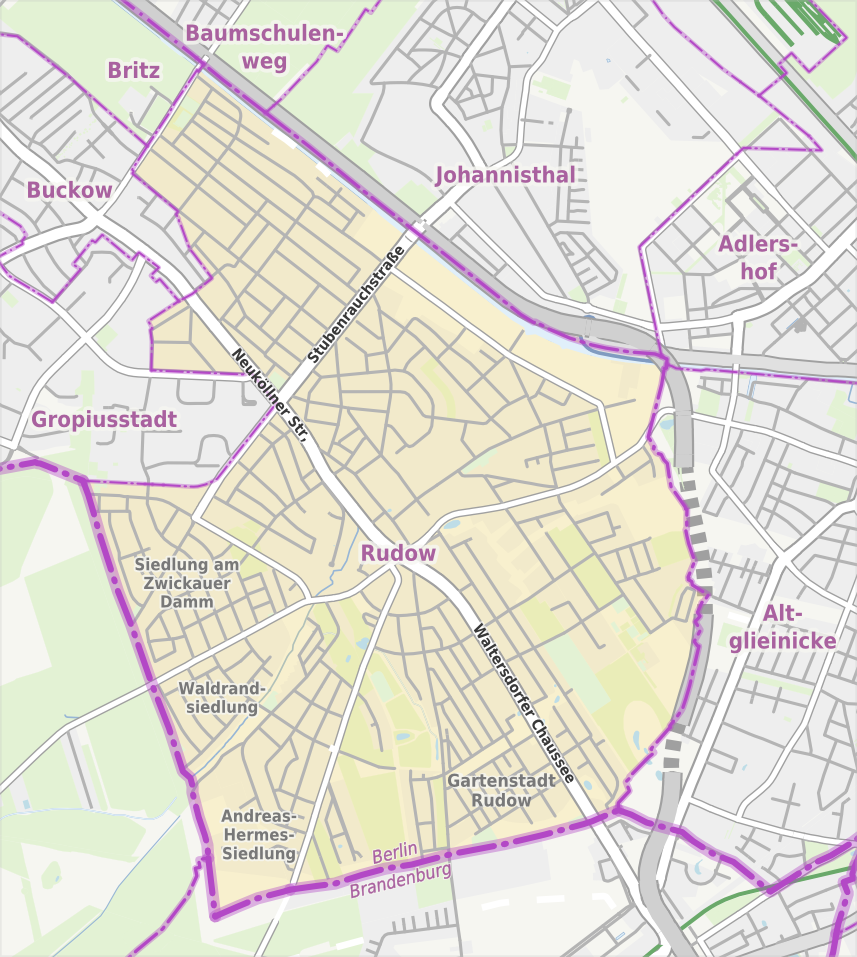
Karta över Rudow.